# Un cuento chino
Un cuento chino es una película coproducción hispano-argentina de comedia dramática escrita y dirigida por Sebastián Borensztein y protagonizada por Ricardo Darín, Muriel Santa Ana e Ignacio Huang. Fue estrenada el 24 de marzo de 2011.

## Argumento
En Fucheng, China, Jun (Ignacio Huang) y su novia disfrutan de una cita en un enorme bote en el lago. Cuando Jun se dispone a buscar los anillos para proponerle matrimonio, directamente desde el cielo cae una vaca y se estrella contra el bote, matando a su novia.
Por otra parte, Roberto (Ricardo Darín) es un malhumorado ferretero argentino, quien tiene un frío contacto con el mundo que lo rodea. Lleva a cabo una vida gris y monótona: duerme siempre a la misma hora, pasa el día coleccionando noticias insólitas del mundo publicadas en los diarios, contando los tornillos que compra para comprobar la cantidad y visitando a sus padres en el cementerio. Cada tanto recibe la visita de Mari (Muriel Santa Ana), una dulce mujer que vive en el campo, enamorada de él, y con quien tuvo una relación amorosa fugaz en el pasado.
Un día, cerca del aeropuerto, Roberto se encuentra con Jun, quien acaba de ser asaltado y arrojado de un taxi. Jun, que sólo habla su idioma materno, tiene una dirección escrita en el brazo y Roberto, aunque no entiende chino, decide llevarlo en su automóvil hacia ese destino. En el trayecto, Jun vomita y Roberto lo echa a la calle y se va a su casa, pero más tarde, cuando ve que hay una fuerte lluvia, retorna y levanta a Jun. Cuando llegan a la dirección, se entera de que la propiedad perteneció al tío de Jun, pero que la vendió hace algunos años y  no saben nada de su paradero. Roberto lleva a Jun a la comisaría, donde pretenden encerrar al joven chino en una celda. Frente a esto y al hecho de que el oficial al mando lo trata mal, Roberto discute con el oficial, le pega un cabezazo, se lleva a Jun y le permite que se quede una noche en su casa.
Al día siguiente, Roberto y Jun visitan la Embajada de la República Popular China, donde le toman los datos y prometen encontrar a su tío, aunque no le ofrecen hospedaje. Roberto intenta sin resultado deshacerse de Jun dejándolo en la embajada. Después ambos van al Barrio Chino donde Jun pregunta sobre su tío a los comerciantes, también sin resultado. Roberto lo toma por siete días como su "ayudante" para sacar la basura acumulada en su patio, al cabo de los cuales se tendrá que ir de la casa.
A los siete días, la Embajada le notifica que han encontrado a su tío y que vendrán a buscarlo la mañana siguiente. Esa noche Mari se queda a comer y piden comida china como despedida para Jun; cuando llega el mandadero -que es chino- le piden que haga de intérprete para entender algo de los que dice Jun, a lo que éste les comenta que no tiene familia ni trabajo, y que fue a Argentina a por su tío. A la mañana, llega una familia de chinos. El jefe de la familia hace que un hombre ciego baje de la camioneta para reconocer a Jun tocándole el rostro, pero no reconoce a Jun como su sobrino ni éste a aquel como su tío.
Roberto trata nuevamente de conseguir respuestas en la Embajada, pero quien los había atendido anteriormente ya no está, y como se pone nervioso debido a la mala atención, confronta a los empleados, por lo que lo expulsan. Roberto da otra tarea a Jun: ha de limpiar la pieza que él está ocupando. Lamentablemente cuando Jun está sacando la basura que había allí, rompe accidentalmente un mueble donde Roberto guardaba recuerdos de su madre. Acto seguido, Roberto se molesta, sube a Jun a un taxi y le dice al taxista que lo deje en el Barrio Chino. Ese día Mari visita a Roberto para darle a Jun algunas fotos que se habían tomado juntos en un paseo; cuando Roberto le contesta que ya se fue, Mari le dice lo afortunado que fue Jun al tener alguien que lo ayudase y también le dice que lo quiere. Roberto recapacita y va a buscar a Jun pero es interceptado por el policía que había agredido anteriormente, quien a punta de pistola lo obliga a ir a un descampado donde lo golpea. Jun, que había visto la situación, interviene, golpea al policía y salva a Roberto.
Roberto se lleva a Jun con el y le permite quedarse en su casa nuevamente. Allí compra comida china y deja que el mandadero coma con ellos y oficie de intérprete. Allí, Roberto le dice que se va a poder quedar un tiempo más, que va a pagarle clases de español y que cuando sepa algo tendrá que buscar trabajo. Jun, por medio del intérprete, le pregunta por qué colecciona las noticias insólitas y Roberto le cuenta su historia: su madre murió cuando él nació, su padre —inmigrante italiano—, leía un diario italiano que le llegaba todos los domingos y en una noticia sobre la Guerra de las Malvinas vio una fotografía de Roberto como soldado. Cuando Roberto regresó de la guerra, se enteró de que su padre había muerto de un paro cardíaco aquel día, impresionado porque ignoraba que su hijo estaba en el frente de batalla. Roberto le dice que la vida es un absurdo y le muestra las noticias que había recolectado, entre ellas la de un avión que robaba vacas en China: al escapar un grupo de campesinos los sigue y le dispara al avión en pleno vuelo, se abre la puerta trasera, caen dos vacas y una de ellas mata a una chica, quien resulta ser la novia de Jun. 
Sorprendido al descubrir que la noticia hablaba de la tragedia de Jun, Roberto se emborracha y empieza a contar los tornillos como siempre hacía. A la mañana siguiente, llama una persona que dice ser el tío de Jun y que vive en Mendoza: el sobrino se pone al teléfono y lo confirma, por lo que Roberto le compra un pasaje de avión y ambos amigos se despiden con un apretón de manos. Cuando al día siguiente Leonel, el diariero cuñado de Mari, le trae el periódico, Roberto le cuenta lo sucedido y se entera de que Mari había vuelto al campo.
Esa noche, Roberto descubre en el patio trasero una vaca bien dibujada por Jun (ya que había sido artista) en la pared que le había pintado: ello le hace reflexionar y la última escena muestra a Roberto reencontrándose con Mari en el campo.

## Reparto
- Ricardo Darín como Roberto
- Muriel Santa Ana como Mari
- Ignacio Huang como Jun
- Pablo Seijo como Cliente
- Iván Romanelli como Leonel
- Vivian El Jaber como Rosa
- Enric Cambray como Roberto joven
- Joaquín Bouzas como Cliente 2

## Controversia
El 26 de noviembre de 2013, la Cámara del Crimen de la ciudad de Buenos Aires sobreseyó a los administradores del sitio web YouTube en una publicación de la película por reclamos de autor, tras una acusación por los beneficios económicos que obtuvieron.
La productora Pampa Films sostuvo que el sitio web publicó la película durante nueve meses, tuvo 196.966 visitas y se benefició por las publicidades que promociona y denunció a los administradores de YouTube, los responsables de Google y el usuario que publicó la película. Pero los camaristas Gustavo Bruzzone, Rodolfo Pociello y Mirta López González confirmaron un fallo de primera instancia, el cual había archivado la denuncia, y sobreseyeron por inexistencia de delito a los diez denunciados, lo que dio por cerrada la causa.

## Estreno

### Exhibición en festivales
La película compitió en tres festivales internacionales de cine, el Festival de Cine Tribeca de Doha que tuvo lugar en Catar entre el 25 y el 29 de noviembre de 2011, Festival Internazionale di Roma que hasta el 4 de noviembre de 2011 tuvo lugar en la capital italiana y del 10 al 20 de noviembre de 2011 integró la grilla del Festival Internacional de Cine de Mannheim Heidelberg (Alemania).

## Premios
| Festival | Premio                                              |
| --- | --------------------------------------------------- |
| Festival de Cine de Roma 2011                                                                                        | Premio Marc'Aurelio d'Oro del jurado al mejor film  |
| Festival de Cine de Roma 2011                                                                                        | Premio Marc'Aurelio d'Oro del público al mejor film |
| Premios Goya 2012 | Mejor película hispanoamericana                     |
| Truckavets Festival Internacional Cine "Corona Cárpatos" 2011 Archivado el 23 de febrero de 2020 en Wayback Machine. | Grand Prix                                          |
| Premio Sur | Mejor película                                      |
| Festival Internacional de Mannheim-Heidelberg                                                                        | Premio a Mejor película Premio del público          |

## Origen de la historia
En 1997 en un avión militar ruso viajaba una vaca robada, que se puso a tirar patadas. Los militares que la habían robado decidieron tirarla por la seguridad de ellos mismos. Esa vaca cayó sobre un barco pesquero japonés y lo hundió. La historia llegó a ser publicada por el diario Komsomolskaja Prawda, hace unos seis meses, en una pequeña sección de noticias insólitas, del tipo Créase o no de Ripley. No solo eso: la noticia figura en un informe de la Embajada alemana en Moscú que lleva un sugerente título: «La seguridad en el cielo de Rusia», con la firma de un alto oficial de la Embajada, Oberst Harden.
Sebastian Borenstein con esa historia se imaginó que podría ser un buen disparador de una película y así se generó Un cuento chino, que sonaba mejor que Un cuento japonés. 